# مقاطعة براون (أوهايو)
مقاطعة براون (بالإنجليزية: Brown County)‏ هي إحدى مقاطعات ولاية أوهايو في الولايات المتحدة الأمريكية.